# Kelet-Szlavóniai, Baranyai és Nyugat-Szerémségi Szerb Autonóm Terület
Kelet-Szlavóniai, Baranyai és Nyugat-Szerémségi Szerb Autonóm Terület (szerbhorvátul:  Srpska autonomna oblast Istočna Slavonija, Baranja i Zapadni Srem, Српска аутономна област Источна Славонија, Барања и Западни Срем) a délszláv háborúk idején létrehozott, magát Szerb Autonóm Területnek (SAO) kikiáltott kelet-horvátországi régió volt. Egyike volt a Horvátország területén kikiáltott három SAO-nak. A régió a Duna horvátországi szakaszán, a Dunamente (Podunavlje) régióban Szlavónia, Baranya és Szerémség részeinek földrajzi régióiból állt. Az entitás 1991. június 25-én alakult meg, ugyanazon a napon, amikor a Horvát Szocialista Köztársaság az 1991-es horvát függetlenségi népszavazást követően úgy döntött, hogy kilép Jugoszláviából. A horvátországi háború első szakaszában, 1992-ben a terület, mint a szakadár Krajinai Szerb Köztársaság (RSK) exklávéja és az RSK egyetlen, Szerbiával közvetlenül határos része csatlakozott a Jugoszláviához. Mint etnikailag sokszínű terület, túlnyomó többség nélkül, a régióban nagymértékű etnikai erőszak és tisztogatás volt tapasztalható, a horvátok és számos más, nem szerb etnikum nagy többségének kiűzésével. Ugyanakkor Horvátország más részeihez képest ez egy olyan terület, ahol a külső szereplők különösen hangsúlyos szerepet kaptak a helyi lázadás megindításában és támogatásában. Miután 1995-ben a Vihar hadművelet során az RSK nyugati fő része horvát ellenőrzés alá került, ez az exklávé maradt az egyetlen terület Horvátországban a szerb lázadók ellenőrzése alatt. A kelet-szlavóniai, baranyai és nyugat-szerémségi helyi hatóságokat meggyőzték arról, hogy írják alá az 1995-ös erdődi megállapodást, amely lehetővé tette az Egyesült Nemzetek Szervezete Kelet-Szlavónia, Baranya és Nyugat-Szerémség Átmeneti Hatósága által elősegített és ellenőrzött békés reintegrációt.

## Története

### Előzmények
Horvátország nyugati részeivel ellentétben a nacionalista Szerb Demokrata Párt nem volt jelen helyi szinten Kelet-Horvátországban az 1990-es horvát parlamenti választásokon. A helyi szerbek a régióban a Horvát Kommunista Szövetség és a Demokratikus Változások Pártja koalícióját (SKH-SDP) támogatták, amely erősen kritikus volt a jobboldali szerb párt tevékenységével kapcsolatban. Az 1990-es horvát parlamenti választás a horvátok és a szerbek közötti etnikai feszültségek légkörében zajlott. Vukováron és környékén választási kampány a etnikai irányvonalak mentén zajlott. SKH-SDP-ben a szerbek a népességi arányukat messze meghaladó arányban képviseltették magukat. A Vukovár környéki falvakban, követve Slobodan Miloševićnek a közeli Vajdaságban és Szerbiábanban folytatott politikáját, számos tiltakozást szerveztek a szerbek a Horvát Demokratikus Közösség (HDZ) országos szintű felemelkedése ellen. Az SKH-SDP önkormányzati bizottsága tiltakozott a horvát párt delegációjának a Jugoszláv Kommunisták Szövetsége 14. kongresszusán történt távozása ellen is.
A helyi HDZ ezzel szemben a horvátok lakta falvakban szervezett gyűléseket, amellett kampányolva, hogy az összes horvát képviselőjének tekintsék, de főként a települések lakosságának alsó, kevésbé képzett rétegét képviselte, viszonylag tapasztalatlan vezetéssel és kevéssé intelligens emberekkel, amely az Usztasa örökség újraértékelése irányába mutatott, megdöbbentve ezzel a helyi szerbeket. Maga a választás általában békésen zajlott le, mely során SKH-SDP négy tagját és egy független képviselőt választottak be a Száborba, akik közül négy horvát és egy szerb nemzetiségű volt, és mind az öten a békés együttélés híveiként voltak ismertek a nyilvánosság előtt. A HDZ lett a helyi tanács legnagyobb kisebbségi pártja, és uralta a horvátok lakta falvak önkormányzatait, míg a többit az SKH-SDP uralta, mivel nemcsak a szerbektől, és más etnikumoktól, de néhány horváttól is kapott szavazatokat. A választások után a szerbek 1990 júniusában létrehozták a Szerb Demokrata Párt (SDS) helyi szervezetét, amely a HDZ-hez hasonló nacionalista tartalmú gyűléseket szervezett, és nagyobb hatalmat is szerzett azzal, hogy számos SKH-SDP delegált csatlakozott hozzá.
Az 1990-es választásokat követően az SKH-SDP képviselője, a terpenyei szerb Slavko Dokmanović lett Vukovár község közgyűlésének elnöke. 1990 júliusában Dokmanović megjelent az SDS által Srbben szervezett nagygyűlésen, és csatlakozott az újonnan alapított Szerb Nemzeti Tanácshoz (SNV). Mivel ezt a lépését széles körben elítélték, kénytelen volt elhagyni vezető pozícióját. Ennek ellenére 1990 augusztusában az SDS népszavazást szervezett a régió szerbek lakta falvaiban a szerb autonómia létrehozásáról, amelyet elsöprő többséggel fogadtak el.

### Alapítása
Az SDS tevékenységének és támogatásának 1990 második felében történt növekedését követően a régióban, az 1991 január 7-iki forrói közgyűlésen támogatták Kelet-Szlavónia, Baranya és Nyugat-Szerémség Szerb Nemzeti Tanácsának megalapítását. Ez megegyezett Horvátország nyugati régióiban tapasztalható fejleményekkel, amelynek szerb lakosai 1990. decemberében megalakították a Krajinai Szerb Autonóm Területet, majd 1991 áprilisában kinyilvánították elszakadási szándékukat Horvátországtól.
Az 1991. márciusi pakráci incidens után az SDS és az SNV nyilvánosan tömegpszichózisba hergelte a régió szerbjeit, akik Goran Hadžić nyilvános állításait követően, hogy kiűzésük küszöbön áll, a szerbek lakta falvakból menekülthullámot indítottak el. Ugyanebben a hónapban Hadžić részt vett az 1991. március 31-iki plitvicei-tavaki incidensben is, amely szerbek által lakott falvakból álló a régióban válságot idézett elő. Goran Hadžićot és Boro Savićot a Plitvicei-tavaknál történt incidens során tartóztatták le, amikor Zágrábba szállításuk során rendőri bántalmazást szenvedtek el, majd végül börtönkórházban kötöttek ki. A letartóztatás híre a vidéki többségű szerb falvakban nyugtalanságot váltott ki, ami Bobota, Boró, Borsod és Negoszlavce településeken erőszakhoz és kisebb összecsapásokhoz vezetett. Goran Hadžićot és Boro Savićot végül szabadlábra helyezték, és napokkal később Kelet-Horvátországba visszatérve a helyi Szerb Demokrata Párt legkiemelkedőbb vezetőivé váltak.
1991. március 31-én a Kelet-Szlavónia, Baranya és Nyugat-Szerémség Szerb Nemzeti Tanácsa Boróban ülést szervezett, ahol a testület kimondta a régió Vajdasággal való egyesülését, sürgős rendkívüli ülés összehívását kérve a Vajdasági Nemzetgyűléstől és a Szerb Nemzetgyűléstől a döntés megerősítésére. Mindkét közgyűlés megkapta a kérést, de hivatalosan soha nem döntött róla. Hadžić visszatérése átmenetileg enyhítette a helyzetet, és az úttorlaszok nagy részét április első hetének végéig eltávolították. A Horvát Szociáldemokrata Párt, amely az SKH-SDP utódjaként a térségben továbbra is hatalmon maradt, de eltávolodott az SDP zágrábi központjától, Horvátország akkori elnökének Franjo Tuđmannak írt leveleiben mind a Szerb Demokrata Pártot, mind a Horvát Demokratikus Közösséget kritizálta. Slavko Dokmanović úgy döntött, hogy elhagyja az SNV-t és elhatárolódik a Szerb Demokrata Párttól, ugyanakkor figyelmeztetett, hogy a Jugoszlávia Elnöksége és a Jugoszláv Néphadsereg szövetségi szerveinek beavatkozása nélkül ő is csatlakozik saját falujában a barikádőrökhöz.
Az konfliktus tovább eszkalálódott, amikor 1991. április 8-án megjelent a hír arról, hogy horvát rendőrök lövöldöztek Boró faluban. Másnap Josip Reihl-Kir rendőrfőnök megpróbálta enyhíteni a helyzetet azzal – anélkül, hogy horvát tisztviselőket említett volna – hogy a borói lövöldözés a horvát rendőrség támadására adott válasz volt, az esemény azonban továbbra is ellentmondásos és releváns maradt a régióban a háború kezdetéről szóló narratívákban. 1991. május 1-jén egy idős borsodi szerb lakost megölt magyar szomszédja, és a sajtóban az terjedt el, hogy a gyilkos a HDZ tagja volt, ami annak ellenére, hogy az áldozat családja ez ellen tiltakozott, a D55-ös út blokádjához vezetett. A szerb sajtó szerint az áldozat szerb trikolórt viselt és egy horvát gyilkolta meg. Közben ugyanazon az éjszakán a helyi szerbek Boróban két horvát rendőrt ejtettek túszul, amely másnap a borói csatához vezetett, és amelyet csak a Jugoszláv Néphadsereg közvetlen beavatkozása oldott meg. 1991. június 25-én létrehozták a Kelet-Szlavóniai, Baranyai és Nyugat-Szerémségi Szerb Autonóm Területet, első elnökévé pedig június 26-án Goran Hadžićot választották meg.

### Csatlakozás az RSK-hoz
A terület kezdetben különálló szerb autonóm régió (oblast) volt, majd 1992 februárjában csatlakozott a Krajinai Szerb Köztársasághoz (RSK). Határait a horvátországi háború első szakaszának megszilárdult frontvonalain, 1991 végén állapították meg. 1995 augusztusáig Kelet-Szlavónia, Baranya és Nyugat-Szerémség „de facto” a Krajinai Szerb Köztársaság, míg „de jure” az Egyesült Nemzetek Szervezete Biztonsági Tanácsának 753. számú határozatával összhangban továbbra is Horvátország része volt. A régiónak az RSK-n belül nem volt saját helyi/regionális közigazgatása. Mindazonáltal, lényegesen jobban igazodott Jugoszlávia hivatalos politikájához, mint az RSK és a Bosznia-hercegovinai Szerb Köztársaság, különösen miután Jugoszlávia 1994-ben a Boszniai Szerb Köztársasággal szemben szankciókat vezetett be. Az RSK részeként a régió öt községből állt: Pélmonostor (Baranya), Dálya és Ténye (Kelet-Szlavónia), valamint Vukovár és Szegfalu (Nyugat-Szerémség). A háború előtt a területen 192 163 lakos élt, melynek 47%-a horvát, 32%-a szerb, és 21%-a egyéb (főként magyar, jugoszláv, roma, német, szlovák, ruszin) volt. A háború idején a lakosság 160 000 főre apadt, melyből 109 500 szerb volt. A volt Jugoszláviával foglalkozó Nemzetközi Törvényszék által a régió szerb vezetője, Goran Hadžić ellen felhozott vádak azt mutatják, hogy a régió gyakorlatilag teljes horvát és más nem szerb lakosságát meggyilkolták, deportálták vagy más módon erőszakkal elhurcolták a térségből. Amikor az 1995-ös Villám hadművelet után a Boszniai Szerb Köztársaság és az RSK bejelentette az egyesülési szándékát, Kelet-Szlavónia helyi vezetése elutasította az ötletet, és koordinációs bizottságot hozott létre azzal érvelve, hogy a lépés elmélyíti a válságot és rontja Belgrád azon szándékát, hogy békét érjen el Boszniában. Az RSK knini hatóságai a koordinációs bizottság céljának nyilvánították Kelet-Szlavónia elszakadását az RSK-tól, azt állítva, hogy a régió nem Knin, hanem inkább Belgrád irányítása alatt áll.

## Megszűnés
Az RSK 1995 augusztusi megszűnése után a régiót újra Kelet-Szlavónia, Baranya és Nyugat-Szerémség néven szervezték át (1995–1998). Az 1995. novemberi erdődi megállapodást követően az Egyesült Nemzetek Szervezetének Kelet-Szlavónia, Baranya és Nyugat-Szerémségi Átmeneti Hatósága ellenőrzése alá került. A háború után a régió összes városát és települését kiemelt állami támogatású területnek nyilvánították. Ma a települések vegyes tanácsa képviseli a régió szerb etnikai érdekeit.

## Fordítás
- Ez a szócikk részben vagy egészben  a   SAO Eastern Slavonia, Baranja and Western Syrmia című angol Wikipédia-szócikk ezen változatának fordításán alapul.  Az eredeti cikk szerkesztőit annak laptörténete sorolja fel. Ez a jelzés csupán a megfogalmazás eredetét és a szerzői jogokat jelzi, nem szolgál a cikkben szereplő információk forrásmegjelöléseként.